# Lithoscirtus viceitas
Lithoscirtus viceitas är en insektsart som beskrevs av Rehn, J.A.G. 1929. Lithoscirtus viceitas ingår i släktet Lithoscirtus och familjen gräshoppor. Inga underarter finns listade i Catalogue of Life.